# Happy Valley (Alaska)
Happy Valley is een plaats (census-designated place) in de Amerikaanse staat Alaska, en valt bestuurlijk gezien onder Kenai Peninsula Borough.

## Demografie
Bij de volkstelling in 2000 werd het aantal inwoners vastgesteld op 489.

## Geografie
Volgens het United States Census Bureau beslaat de plaats een oppervlakte van
229,6 km², waarvan 229,4 km² land en 0,2 km² water.

## Plaatsen in de nabije omgeving
De onderstaande figuur toont nabijgelegen plaatsen in een straal van 36 km rond Happy Valley.